# Usain Bolt
Usain St. Leo Bolt (* 21. srpna 1986 Sherwood Content) je bývalý jamajský sportovec, atlet-sprinter, v současnosti držitel tří atletických světových rekordů. Svoji kariéru ukončil v roce 2017, na světovém šampionátu v Londýně.

## Sportovní kariéra
Usain Bolt je prvním člověkem v historii, který dokázal zaběhnout nejkratší trať regulérně pod hranicí 9,70 sekund i 9,60 sekund. Na atletickém MS 2009 v Berlíně byla provedena vědecká analýza Boltova běhu, která ukázala, že ve finále stometrové trati dosáhl maximální rychlosti 44,72 km/h (letmých 20 metrů za 1,61 s) a průměrné rychlosti 37,58 km/h. V souvislosti s analýzou na OH v Pekingu proběhly spekulace o možném Boltově času na 100 metrů, pokud by závěr stovky nevypustil. Některé odhady hovořily již tehdy o čase 9,64 s, ten však Bolt výrazně překonal v Berlíně. Sám Bolt dal na zmíněném MS v atletice 2009 nejlepší odpověď, když jeho průběhem cíle stometrové tratě byly výrazně překonány dosavadní předpokládané hranice lidských možností časem 9,58 s (překonal svůj vlastní rekord o 0,11 s).
V běhu na 200 metrů dosáhl také velmi výrazného výkonu, když již v Pekingu překonal o 0,02 s famózní rekord Michaela Johnsona z finále OH v Atlantě 1996 časem 19,30 s při průměrné rychlosti 37,30 km/h. Na MS v Berlíně o rok později pak ubral ještě dalších 0,11 s a famózním časem 19,19 s opět překonal světový rekord (přestože běžel do protivětru −0,3 m/s; průměrná rychlost činí 37,52 km/h). První stovku běžel Bolt za 9,92 s, druhou údajně za 9,27 s. Všechny ostatní výkony jsou až na výjimky o zhruba 0,4 sekundy pomalejší (19,58 s a výše). Jamajská štafeta s Boltem na třetím úseku na olympiádě v Pekingu roku 2008 překonala předchozí světový rekord také na trati štafetového běhu 4 × 100 m časem 37,10 s. Bolt výrazně přispěl nejrychlejším časem na svém (3.) úseku za 8,94 s. Pro doping kolegy Nesty Cartera byla tato zlatá medaile v r. 2017 odebrána.
Bolt je jedním z nejmladších světových rekordmanů na těchto tratích v historii. Při jejich vytvoření v roce 2008 mu ještě nebylo ani 22 let (s výjimkou štafety).
Dne 29. dubna 2009 Bolt havaroval se svým BMW, ale nic vážného se mu nestalo a byl po ošetření v místní nemocnici propuštěn domů. V květnu roku 2009 se však znovu představil v oslnivé formě a v britském Manchesteru zaběhl opět nejrychlejší čas všech dob na méně vypisované trati 150 metrů časem 14,35 s. Dne 17. června 2009 pak zaběhl při mítinku Zlatá tretra Ostrava skvělý čas 9,77 sekundy, který však byl znehodnocen větrem v zádech těsně nad povolenou hodnotou – 2,1 m/s).
27. května roku 2010 se na mítinku Zlaté Tretry v Ostravě stal druhým člověkem v historii, který dokázal běžet netradiční trať 300 metrů pod 31 sekund. Časem 30,97 s. v těžkém dešti zaostal jen o 12 setin za světovým rekordem Michaela Johnsona z roku 2000.
Na MS v korejském Tegu 28. srpna roku 2011 neobhájil titul Mistra světa na 100 metrů z důvodu diskvalifikace po brzkém startu z bloků. Na trati 200 metrů však s převahou zvítězil v pátém nejrychlejším čase historie 19,40 s. Běžel tak již potřetí regulérně pod 19,5 sekundy, což se zatím se dvěma výjimkami (Michael Johnson v Atlantě 1996 a Yohan Blake v roce 2011) nepovedlo nikomu jinému. Na témže šampionátu dovedl v posledním úseku na trati 4×100m jamajskou štafetu k novému světovému rekordu 37,04 s.
V roce 2012 se stal celkovým vítězem Diamantové ligy v běhu na 100 m, a na dvojnásobné trati mu k vítězství chyběl jeden bod. Bolt zvítězil také na MS v Pekingu 2015, kde porazil svého velkého soupeře Justina Gatlina v bězích na 100 i 200 metrů.
V roce 2016 získal další 3 zlaté olympijské medaile (běh na 100 m, běh na 200 m a štafeta 4 × 100 m), čímž definitivně vstoupil do sportovní historie.
V roce 2017, na MS 2017 v Londýně doběhl ke zklamání fanoušků až třetí v běhu na 100 metrů, a to v čase 9,95 s. Ve svém posledním závodě, ve štafetovém běhu na 4 × 100 m, přebíral na posledním úseku na třetím místě, ale zranil se a k velkému zklamání obecenstva svůj poslední velký závod nedokončil. Na této akci definitivně ukončil svoji závodní atletickou kariéru.

## Nejrychlejší atlet historie
Usain Bolt je nejrychlejším člověkem zaznamenané historie, neboť mu byla přímo změřena maximální rychlost 44,72 km/h (při světovém rekordu na 100 metrů v roce 2009 zaběhl letmý 20 metrů dlouhý úsek za 1,61 sekundy). Bolt je také držitelem světových rekordů v nejkratších sprintech i na posledním úseku štafety na 4 × 100 metrů. V letmé fázi rekordního běhu na 100 metrů dokonce Bolt údajně na okamžik „letěl“ vpřed rychlostí až 47,56 km/h (13,21 m/s).

## Ankety
- V letech 2008, 2009, 2011, 2012 a 2013 se stal vítězem ankety Atlet světa.
- V letech 2009, 2010, 2013 a 2016 byl vyhlášen nejlepším sportovcem světa za uplynulý rok a převzal světovou sportovní cenu Laureus.

## Osobní rekordy
Dráha
- Běh na 100 metrů – 9,58 s (MS 2009, Berlín)  (Současný světový rekord)

- Běh na 150 metrů – (neoficiální trať) 14,35 s (SR, 2009, Manchester)
- Běh na 200 metrů – 19,19 s (MS 2009, Berlín)  (Současný světový rekord)

- Běh na 300 metrů – 30,97 s (2010, 3. nejlepší čas historie, Zlatá Tretra Ostrava 2010)
- Běh na 400 metrů – 45,28 s (2007)
- Běh na 4 × 100 metrů – 36,84 s (LOH 2012, Londýn)  (Současný světový rekord)

- Neoficiálně – letmých 100 metrů za 8,65 sekundy (Nassau, 2015) a dosud nejvyšší změřená rychlost, dosažená člověkem (44,72 km/h[7][8]; při SR 9,58 s v Berlíně).[9]